# کریشنا (بازیگر)
کریشنا (انگلیسی: Krishna; ۳۱ مهٔ ۱۹۴۳ – ۱۵ نوامبر ۲۰۲۲) بازیگر، تهیه‌کننده فیلم، و کارگردان فیلم اهل هند بود.
از فیلم‌ها یا برنامه‌های تلویزیونی که وی در آن نقش داشته‌است می‌توان به بلادور، به پیش، شماره یک، شاهزاده، رام روبرت راهیم، سلطان، امپراتور بدون تاج‌وتخت، آتشفشان و راماراجیاملو بیمارجو اشاره کرد.
وی همچنین برندهٔ جوایزی همچون جایزه فیلم‌فیر جنوب و جایزه ناندی شده‌است.